# 이모토 아야코
이모토 아야코(일본어: イモトアヤコ)는 일본의 여자 배우, 희극인이다. 1986년 1월 12일 출생. 돗토리현 출신.